# 이보족

이보 사람들이 때때로 사용하는 비아프라 다민족 깃발

이보족(Ibo) 또는 이그보족(Igbo)은 나이지리아 동남부에 주로 사는 민족이다. 인구는 약 4,400만명으로, 아프리카 최대 민족의 하나이다. 이들이 사는 전통적 지역(이보랜드)은 니제르강 하류의 동측을 중심으로 하여 서쪽으로는 니제르강 너머의 일부 지역(델타주 북부)에 이르고 동쪽으로는 크로스강 서측까지 이른다. 언어는 대서양콩고어족에 속하는 이보어를 쓴다. 종교는 절대다수가 기독교이다.

## 역사
이보족의 정확한 기원은 불명이나 이들의 언어는 니제르콩고어족 계통으로 분류된다. 기원후 9~10세기로 소급되는 Igbo-Ukwu라는 고고학적 유적지가 발견되어 있다. 20세기 초 대영제국이 나이지리아의 지배를 확립하기 직전 은리 왕국(Nri), 아로 연합(Aro), 아그보르, 오니차 등의 중앙집권화된 부족 집단이 있었다. 영국의 프레더릭 루가드 총독은 에제(Eze)라는 이보족의 전통적 족장 제도를 유지시키며 간접통치를 시행했다. 19세기 풀라니 전쟁과 이에 따른 이슬람 확장의 영향을 받지 않은 이보족은 전통적으로 Odinala라는 토착 종교를 믿다가 식민시대에 대부분 기독교로 개종하였다.
나이지리아 독립 이후 이보족의 민족주의가 발전하여 1967년 비아프라 공화국으로서 분리독립을 선포하였다가 1970년까지 이어진 나이지리아 내전 끝에 진압되었다. 이 여파로 이보족은 나이지리아 정치계에서 상당히 소외받게 되었다. 현재도 비폭력적인 방법으로 비아프라 독립을 추구하는 분리주의 정당들이 있다.